# Plešina (Vtáčnik)
Plešina (1061,3 m n. m.) je vrchol v pohoří Vtáčnik.  Nachází se jihozápadně od centrální, nejvyšší části pohoří, jižně od Rubaného vrchu. 
Vrchol je zčásti hôľnatý, pokrytý smíšeným lesem, ve východní části výrazně poznamenán těžbou dřeva. Patří do CHKO Ponitrie.

## Přístup
- po  červené značce
  - z Rúbaného vrchu
  - z Tatry
- po  žluté značce
  - z Oslian přes Buchlov
  - z obce Ostrý Grúň přes Rúbaný vrch